# دالة متعددة القيم

الرسم البياني لدالة متعددة: لكل عنصر من X نجعله يتوافق مع جزء من Y؛ وبالتالي فإن العنصر 3 من X يتوافق مع جزء من Y المشكل من النقطتين b وc.

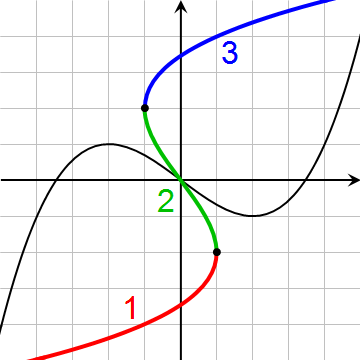
الدالة العكسية للدالة التكعيبية هي عبارة عن دالة متعددة القيم.

في الرياضيات، دالة متعددة القيم أو دالة مجموعية القيم أو الدالة المتعددة هي علاقة ثنائية أيا كانت، تسمى مجازًا بالدالة لأنها غير دالية: تطبيق الذي يرفق عنصر من المنطلق بعنصر واحد من المستقر أو أكثر. ومع ذلك يمكننا أن نرى الدالة المتعددة كدالة كلاسيكية تأخذ قيمها في مجموعة أجزاء المجموعة الثانية. في المقابل، إذا كانت صورة كل نقطة هي مجموعة أحادية، فإننا نقول إن المقابلات لا لبس فيها.
مثال بسيط للدالة متعددة القيم هو الدالة عكسية لتطبيق غير متباين: عند أي نقطة في صورتها، نقابل الصورة العكسية المكونة من سوابق بهذه النقطة.

## أمثلة

### الجذر التربيعي
- في مجموعة الأعداد الحقيقية، لكل عنصر x الموجب، تقابل العلاقة {\displaystyle y^{2}=x} عنصرين {\displaystyle |y|} و{\displaystyle -|y|} مع {\displaystyle |y|^{2}=x}. نقتصر عادة إلى القيمة الموجبة {\displaystyle |y|} حتى تكون لدينا دالة الجذر التربيعي.
- في مجموعة الأعداد المركبة، من خلال تعريف عنصر z من المستوى المركب {\displaystyle \mathbb {C} } بواسطة {\displaystyle z=|z|e^{{\rm {i}}\theta }} مع {\displaystyle \theta } عمدة z، الجذور التربيعية لـ z هي الأعداد {\displaystyle w_{k}} ( {\displaystyle k\in \mathbb {Z} } ) المعطاة بـ:

{\displaystyle w_{k}={\sqrt {|z|}}e^{i\theta /2}e^{i\pi k}}
نتحقق من أن {\displaystyle w_{k}^{2}=|z|e^{i\theta }e^{2i\pi k}=z} من أجل كل عدد صحيح k.

### اللوغاريتم العقدي
من خلال تحديد عنصر z للمستوى المركب كما كان من قبل، فإن اللوغاريتمات العقدية لـ z هي الأعداد {\displaystyle w_{k}} ( {\displaystyle k\in \mathbb {Z} } ) المعطاة بـ: {\displaystyle w_{k}=\ln |z|+i\theta +2i\pi k}
نتحقق من أن {\displaystyle \exp(w_{k})=|z|e^{i\theta }e^{2i\pi k}=z} بما أن، قلنا سابقا أن {\displaystyle e^{2i\pi k}=1}، من أجل كل عدد صحيح k.